# Dere khatrii
Dere khatrii är en skalbaggsart som beskrevs av Holzschuh 1984. Dere khatrii ingår i släktet Dere och familjen långhorningar.
Artens utbredningsområde är Nepal. Inga underarter finns listade i Catalogue of Life.